# Alberto Izzo
Pour les articles homonymes, voir Izzo.
Alberto Izzo (né le 25 juin 1932 à Portici dans la province de Naples et mort le 28 octobre 2019 à Naples) est un architecte italien des XXe et XXIe siècles.

## Biographie
Né au pied du Vésuve, il s'inscrit à la faculté d'architecture Federico II de Naples en 1951. Étudiant sous la direction de professeurs napolitains tels que Marcello Canino, Carlo Cocchia et Giulio De Luca il obtient son diplôme en 1961. 
Lors de la construction du siège de l'UNESCO à Paris, il rencontre Marcel Breuer avec qui il part travailler aux États-Unis. Dans le bureau de Breuer, il rencontre le jeune Richard Meier. De retour à Naples, il fréquente l'atelier de Giulio De Luca puis devient son assistant à l'université. À la fin des années 1960, il ouvre un studio privé où il conçoit les locaux de la faculté de théologie de Capodimonte et du complexe Esedra du centre-ville de Naples. Ces dernières années, il participe à la construction d'un parking à plusieurs étages à la base de Capodichino.